# Азолоазины
Азолоазины — группа органических гетероциклических соединений, структура которых состоит из двух азотно-угеродных колец: пятичленного азольного и шестичленного азинного.
Среди азолоазинов и их производных имеются ингибиторы аденозинового A2α-рецептора. Производные азолоазинов предположительно обладают противовирусным действием и рассматриваются как потенциальные противовирусные лекарственные препараты.

## Представители семейства
Индолизин, пирроло[1,2-a]пиридин — конденсированный азолоазин с наименьшим числом гетероатомов, в нём атом азота принадлежит обоим кольцам (циклам).
Триазоло[1,5-a]пиримидины являются антагонистами А2α-рецептора и рассматриваются исследователями как перспективные терапевтические препараты